# Kategoria Superiore 2009/10
De Kategoria Superiore 2008/09 was het 69ste seizoen van het Albanese nationale voetbalkampioenschap.

## Eindstand
|    | Club                | WG | W  | V | G  | DV | DT | +/- | P   |                                                |
| -- | ------------------- | -- | -- | - | -- | -- | -- | --- | --- | ---------------------------------------------- |
| 1  | Dinamo Tirana       | 33 | 19 | 4 | 10 | 56 | 42 | +14 | 61  | Tweede voorronde UEFA Champions League 2009/10 |
| 2  | KS Besa Kavajë      | 33 | 15 | 8 | 10 | 42 | 33 | +9  | 53  | Tweede voorronde UEFA Europa League 2009/10    |
| 3  | SK Tirana           | 33 | 15 | 7 | 11 | 38 | 32 | +6  | 52  | Eerste voorronde UEFA Europa League 2009/10    |
| 4  | KF Laçi             | 33 | 14 | 9 | 10 | 35 | 28 | +7  | 51  | Eerste voorronde UEFA Europa League 2009/10    |
| 5  | KS Flamurtari Vlorë | 33 | 13 | 8 | 12 | 42 | 39 | +3  | 47  |                                                |
| 6  | KS Vllaznia Shkodër | 33 | 13 | 7 | 13 | 34 | 39 | -5  | 42  |                                                |
| 7  | KS Shkumbini Peqin  | 33 | 13 | 6 | 14 | 33 | 33 | ±0  | 45  |                                                |
| 8  | KS Teuta Durrës     | 33 | 13 | 6 | 14 | 33 | 40 | -7  | 45  |                                                |
| 9  | KS Kastrioti Krujë  | 33 | 13 | 6 | 14 | 33 | 35 | -2  | 421 | Play-off                                       |
| 10 | Skënderbeu Korçë    | 33 | 11 | 9 | 13 | 41 | 41 | ±0  | 42  | Play-off                                       |
| 11 | Apolonia Fier       | 33 | 10 | 8 | 15 | 36 | 43 | -7  | 38  | Degradatie naar de Kategoria e parë            |
| 12 | Gramozi Ersekë      | 33 | 6  | 8 | 19 | 25 | 43 | -18 | 26  | Degradatie naar de Kategoria e parë            |

### Play-off
| Skënderbeu Korçë | 1-0 | KF Kamza |

| KS Kastrioti Krujë | 1-0 | KS Lushnja |

## Topscorers
14 goals
- Elis Bakaj (Dinamo Tirana)

12 goals
- Daniel Xhafaj (KS Besa Kavajë)

11 goals
- Mladen Brkić (Apolonia Fier)

Europese competities:
Albanië · Armenië · België · Bosnië en Herzegovina · Bulgarije · Cyprus · Denemarken · Duitsland · Engeland · Estland · Finland · Frankrijk · Griekenland · Hongarije · IJsland · Ierland · Israël · Italië · Kazachstan · Kroatië · Letland · Luxemburg · Montenegro · Nederland · Noorwegen · Oekraïne · Oostenrijk · Polen · Portugal · Roemenië · Rusland · San Marino · Schotland · Servië · Slovenië · Slowakije · Spanje · Tsjechië · Turkije · Zweden · Zwitserland
Europese competities: Super Cup 2010 · Champions League · Europa League
1930 · 1931 · 1932 · 1933 · 1934 · 1935 · 1936 · 1937 · 1938-44 · 1945 · 1946 · 1947 · 1948 · 1949 · 1950 · 1951 · 1952 · 1953 · 1954 · 1955 · 1956 · 1957 · 1958 · 1959 · 1960 · 1961 · 1962/63 · 1963/64 · 1964/65 · 1965/66 · 1966/67 · 1967/68 · 1968/69 · 1969/70 · 1970/71 · 1971/72 · 1972/73 · 1973/74 · 1974/75 · 1975/76 · 1976/77 · 1977/78 · 1978/79 · 1979/80 · 1980/81 · 1981/82 · 1982/83 · 1983/84 · 1984/85 · 1985/86 · 1986/87 · 1987/88 · 1988/89 · 1989/90 · 1990/91 · 1991/92 · 1992/93 · 1993/94 · 1994/95 · 1995/96 · 1996/97 · 1997/98 · 1998/99 · 1999/00 · 2000/01 · 2001/02 · 2002/03 · 2003/04 · 2004/05 · 2005/06 · 2006/07 · 2007/08 · 2008/09 · 2009/10 · 2010/11 · 2011/12 · 2012/13 · 2013/14 · 2014/15 · 2015/16 · 2016/17 · 2017/18 · 2018/19 · 2019/20 · 2020/21 · 2021/22 · 2022/23